# Histoire de la Camargue

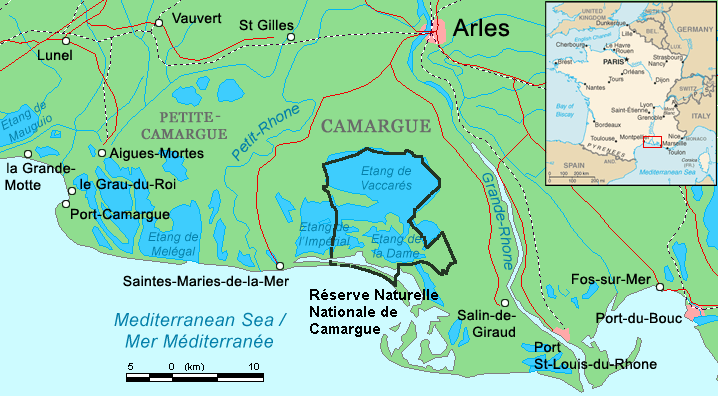
Carte de la Camargue

L'histoire de la Camargue, d'abord liée au cours de l'Antiquité à l'oppidum priscium Râ, le fut ensuite à la conquête de son territoire mouvant au fur et à mesure de l'avancée des alluvions du Rhône. La Camargue, delta du fleuve, devint terre de sel et d'élevage, terre de pèlerinage, et aujourd'hui terre de tourisme.

## Antiquité

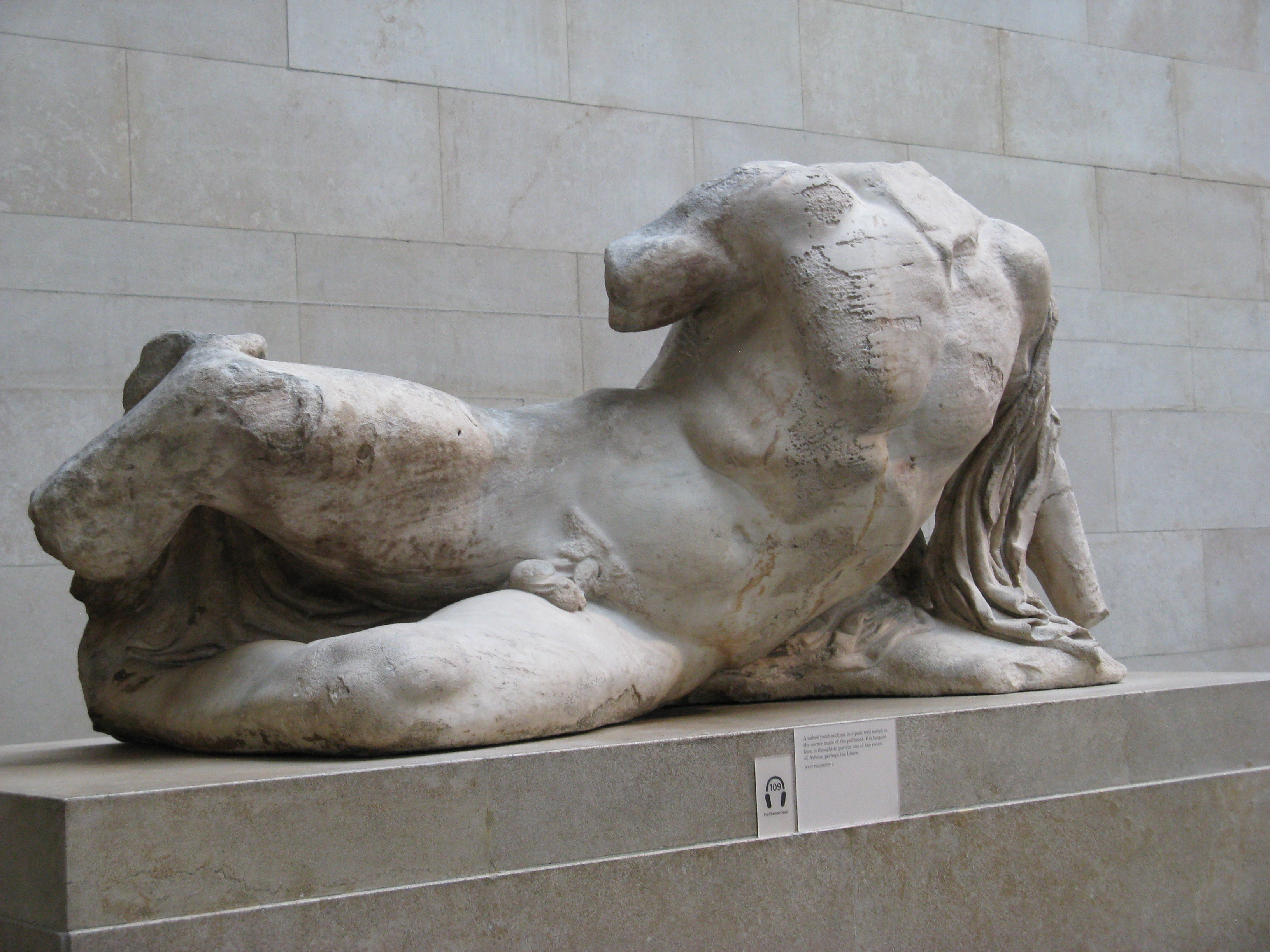
Statue du dieu Éridan, fleuve divinisé, au British Museum. La statue provient du Parthénon

La première mention historique du delta du Rhône a été faite par Hésiode qui le considérait comme l'une des portes de l'Enfer au même titre que ceux du Pô et du Rhin. Pline l'Ancien a expliqué dans son Histoire naturelle : « D'après les premières traditions, recueillies par Hésiode, l'Eridan se montre dans les espaces vagues et obscurs qui occupent tout le nord-ouest de la mappemonde de ce siècle ; et l'idée de cet Eridan fabuleux qui s'écoulait dans l'Océan en traversant ce qu'on nomma plus tard la Celtique, se maintint dans toute l'antiquité. Cependant quelques Grecs qui voulaient être mieux informés, appliquèrent successivement ce nom au Pô, au Rhône, au Rhin, en réunissant même quelquefois ces trois rivières d'une manière qui nous doit paraître absurde, mais qui, rapportée à leur système, se conçoit aisément ».
Identifié par Eschyle avec le Rhône, aux bouches duquel fut installée la colonie phocéenne alors la plus occidentale, l'Éridan a été tout aussi bien décrit comme un de ses affluents ou de ses embranchements.

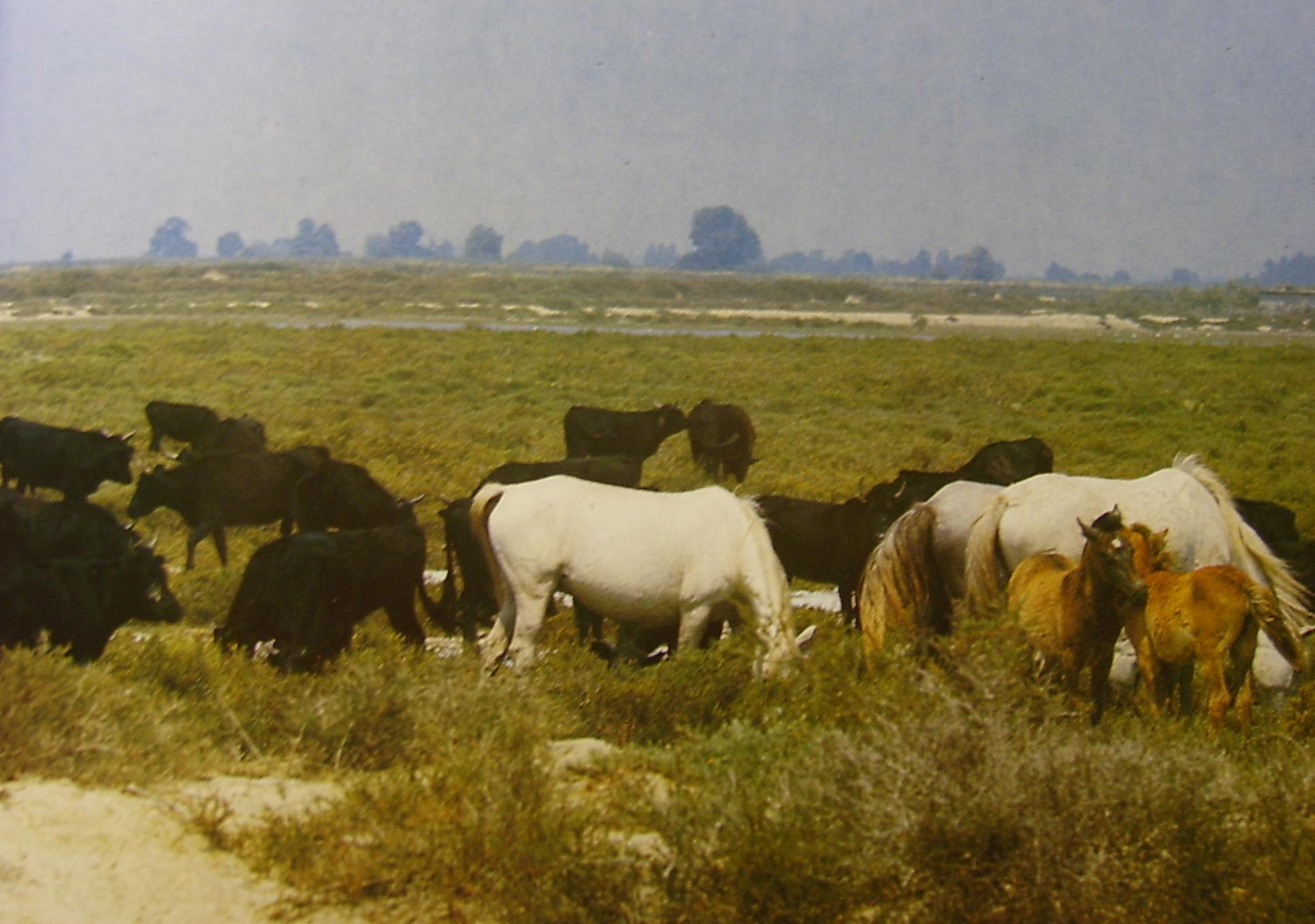
Chevaux et taureaux de Camargue

Redouté par l'homme, dès l'Antiquité, pour ses terres mouvantes, le delta a attiré de nombreuses espèces d'animaux dont deux grands quadrupères : le cheval et le taureau. 
Les Ligures, population autochtone, s'en servirent comme lieu de pêche. En témoignent les découvertes de harpons de cuivre, des tridents en fer, des lests de filets en plomb et en terre cuite. La pêche au thon était pratiquée sur le littoral à l'aide de gros hameçons de fer ou en bloquant les poissons dans des madragues. De plus, à la même période, l'étang de Vaccarès fut une grande réserve de pêche étant à la fois plus large et moins profond.
Un pseudo-Aristote a relaté un des modes de pêche qui y était pratiqué : « Lorsque soufflent les vents étésiens, le fond de cet étang se soulève, les terres s'amassent et forment une telle couche de poussière que sa surface en devient solide, prenant l'aspect du fond, de telle sorte que les habitants pêchent au harpon tout le poisson qu'ils veulent ». Cette pratique, dénommée segado en provençal (fauchaison), fut à la base d'une légende rapportée par Tite Live qui parle de « poissons surgis de la glèbe sous le soc des charrues ».
Pour conserver ces poissons, ils étaient salés dans de grandes jarres. Un des plus anciens site saunier est le marais de Peccais. La tradition veut qu'il doive son nom au romain Peccius qui aurait été chargé, au début de l’ère chrétienne, d'en exploiter le sel autour de ce qui deviendrait Aigues-Mortes. Mais il est sûr que l'exploitation du sel avait commencé dès le néolithique et s'était continuée à la période hellénistique. Les fouilles d'habitats sur les sites préhistoriques du Bruni, de la Tour-du-Vallat, de Cabassoles, de Carrelet et autour de l'étang de Berre ont permis d'exhumer ce type de jarre et de les dater de l'âge du bronze. Ce poisson salé était ensuite exporté dans les ports de la Méditerranée.
Ce trafic maritime était assez périlleux puisque Strabon note : « L'entrée du fleuve reste toujours difficile à cause de la rapidité des eaux et, parce que le pays est si plat que l'on ne peut, dans les temps couverts, distinguer la terre même de fort près. Aussi les Massaliotes y ont-ils fait construire des tours qui servent de signaux ; ils y ont même fait bâtir un temple à Diane l'Éphésienne sur un terrain auquel les bouches du Rhône donnent la forme d'une île ». Comme le rappelle Jean-Paul Clébert, c'est sur l'emplacement des Saintes-Maries-de-la-Mer, alors un îlot, que les Phocéens de Massalia érigèrent un temple à Diane l'Éphésienne. De plus, des vestiges sous-marins ont été identifiés comme un habitat antique au large de la côte. Ils sont antérieurs à la colonisation grecque. 

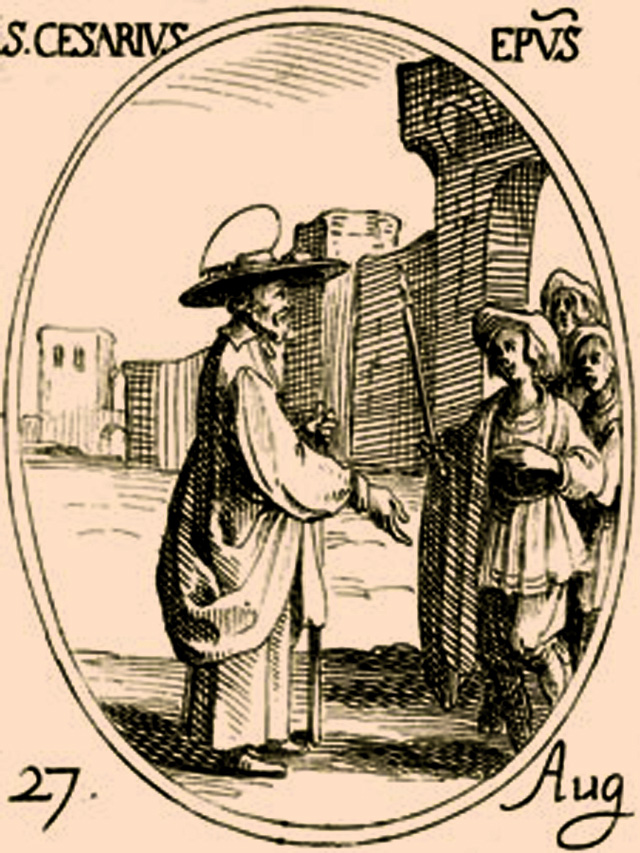
Césaire installe sa sœur Césaria à Sancta Maria de Ratis

La première mention du lieu est faite dans les Ora maritima d'Avienus. Il dénomme l'îlot oppidum priscium Râ. Ce vieil oppidum devint au VIe siècle Sancta Maria de Ratis (du radeau), nom qui évolua vers Notre-Dame-de-la-Barque lorsque se popularisa la légende du débarquement des Trois Maries sur la côte camarguaise.
En 513, le pape Symmaque donne à Césaire le titre de primat des Gaules. Il évangélise les campagnes encore fortement imprégnées de cultes païens ou romains en transformant si nécessaire d'anciens lieux cultuels en édifices chrétiens. Il crée ainsi un monastère aux Saintes avec comme mission de veiller sur des reliques et pour concurrencer le temple païen. L'évêque d'Arles légua par testament, à sa mort en 542, Sancta Maria de Ratis à son monastère dont sa sœur était abbesse. L'îlot était déjà un lieu de pèlerinage où étaient toujours honorés Mythra et Diane d'Éphèse.

## Époque carolingienne
Sous le règne de Charlemagne, vers 790, fut édifiée la tour Matafère près d'Aigues-Mortes, afin de défendre la côte. Le nom de la tour proviendrait d'ailleurs des eaux stagnantes qui l'environnaient ; en effet, au VIIIe siècle, l'emplacement où se trouvait Aigues-Mortes était déjà au-dessus du niveau de la mer. Les prieurés d'Ulmet, de Psalmody, de Franquevaux puis de Sylveréal, fondés par les bénédictins depuis le Ve siècle retrouvèrent leur lustre. Situés sur des mottes ou des îlots, ils étaient entourés de bois et de forêts. Passés, au cours du XIe siècle sous la gouverne des cisterciens qui défrichèrent les bois et asséchèrent les marais, ils devinrent abbayes. Celles-ci furent connues sous le nom des abbayes du sel. 

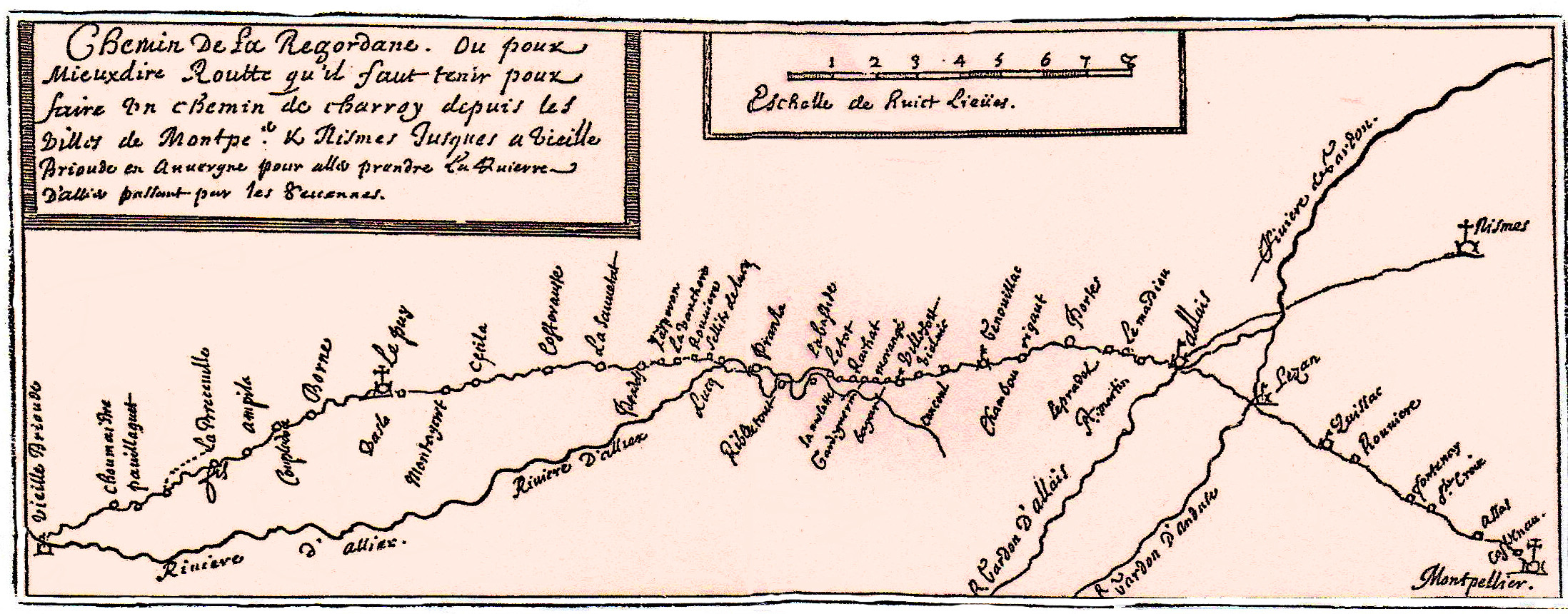
Chemin de la Regordane ou pour mieux dire route qu'il faut tenir pour faire le chemin de charroy depuis le les villes de Montpellier et Nisme jusqu'à Vieille-Brioude, carte de 1668

Le chemin de Regordane, ou chemin de Saint-Gilles, est le tronçon cévenol de la route qui reliait l’Île-de-France au Bas Languedoc. Son essor se situe vers 843, date où le traité de Verdun divise en trois l’Empire carolingien. Ce chemin devient alors l’itinéraire le plus oriental du royaume, via le Puy-en-Velay, conduisant au port de Saint-Gilles, lieu de pèlerinage. 
Pendant l'hiver 859-860, resté comme le plus rude du IXe siècle, les Vikings hivernèrent en Camargue et selon toute vraisemblance, aux Saintes, avant d'entreprendre leur razzia dans la basse vallée du Rhône jusqu'à Valence où ils furent arrêtés par Girart de Roussillon.
En septembre 869, les Sarrasins surprirent lors d'un raid en Camargue, l'évêque d'Arles Rotland en train de superviser la mise en défense du delta. L'évêque fait prisonnier, fut échangé contre des armes, des esclaves et autres richesses. Mais les Arlésiens ne récupérèrent que son cadavre, habillé et mis sur un siège par les Sarrasins au moment de la remise de rançon qui se tint probablement sur la plage des Saintes-Maries-de-la-Mer, à l'embouchure du Rhône de Saint-Ferréol, bras encore actif à cette époque.

## Moyen Âge
Le site de Notre-Dame-de-la-Barque avait été sous la menace constante des Sarrasins, ce qui obligea les moniales à le délaisser. Ce ne fut qu'en 992 que les Sarrasins furent chassés et que Guillaume Ier, nouveau comte de Provence, fit rebâtir une église. Mais celle-ci est dite à nouveau en ruines en 1061.
Elle passa dans la mense du chapitre métropolitain de la cathédrale d'Arles puis les chanoines la rétrocédèrent à l'Abbaye Saint-Pierre de Montmajour qui y établit un prieuré en 1078. C'est alors qu'elle fut dédiée à Notre-Dame-de-la-Mer. 

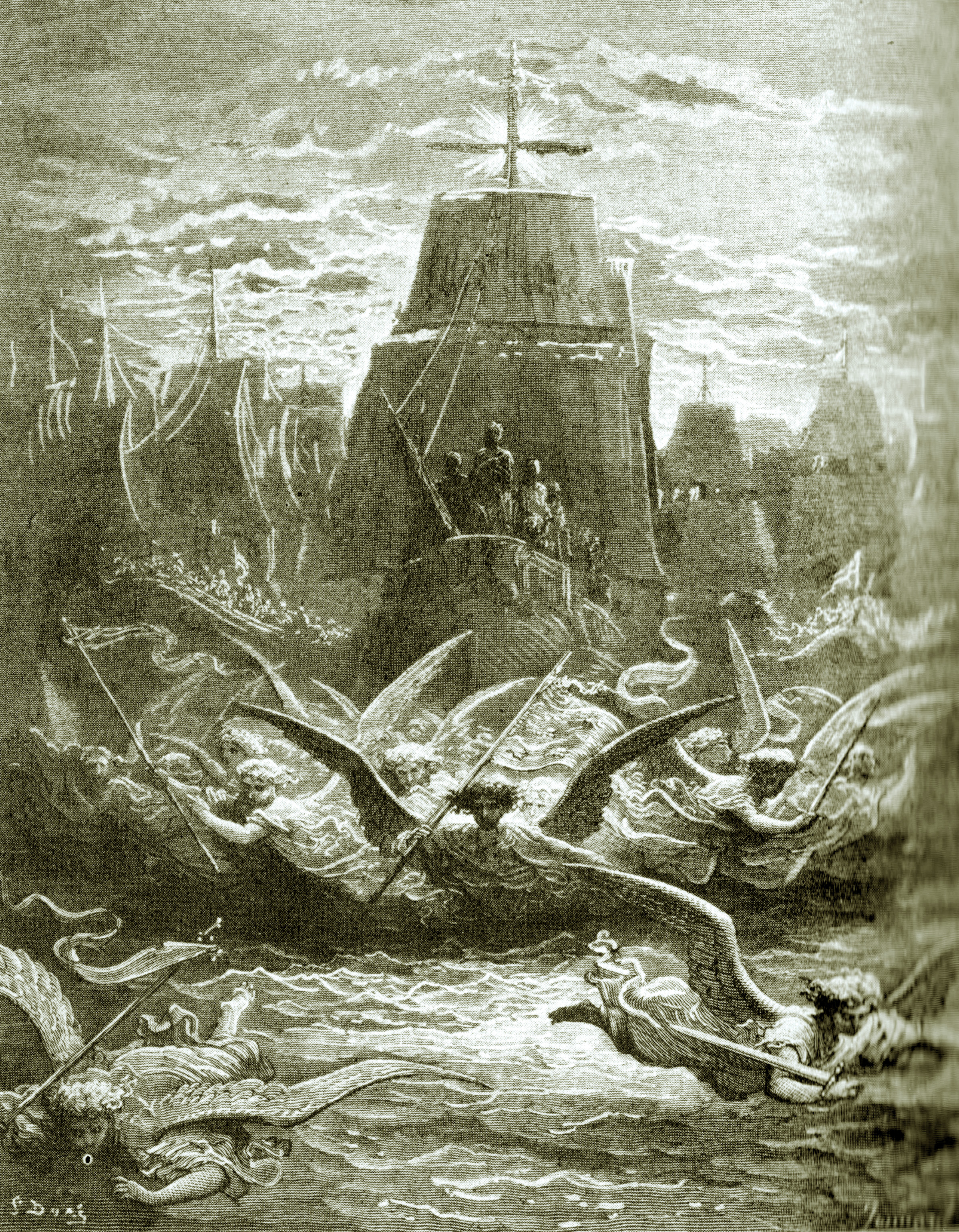
Gustave Doré, le départ de Louis IX pour la croisade

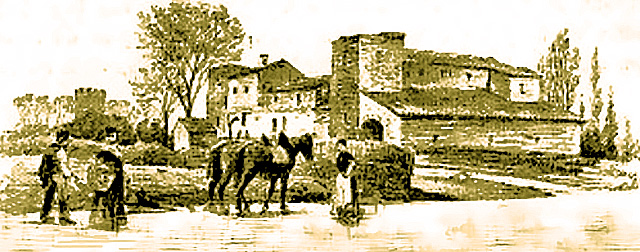
Tours médiévales du mas d'Albaron

Ce fut à partir du XIIIe siècle que la tour d'Albaron défendit la Camargue et le pays d'Arles contre les incursions maritimes et terrestres. Élevée sur une motte et se situant sur le voie faisant communiquer Arles et le bas Languedoc, de simple point de péage elle devint le poste de garde de la « Camargue colonisée » protégeant, à la fois, les premières mises en culture et le drainage du nord du delta, ainsi que les bergers semi nomades et leurs troupeaux.
L'Ordre militaire du Temple, avait des possessions qui jouxtaient celles de l'Hôpital. En 1139, Pierre, abbé bénédictin de Saint-Gilles, accorda aux Templiers le lieu-dit Sertelage. Son successeur, Bertrand y ajouta un jardin. Pierre, Bernard, Guillaume, Galburge et Azalaïde, de la famille des Porcellets, dès 1174, firent d'importantes donations à Bernard Catalan, précepteur du Temple de Saint-Gilles. Sous le magistère de Blanquefort, Ugon de Barcelone, procureur-général du Temple en Provence, fit acquisition à Raymond IV, Comte de Toulouse, de 60 muids de terre dans le pays d'Argence, pour la somme de 150 marcs d'argent fin. Ces biens étaient attenants aux terres des Hospitaliers et jouxtaient le Rhône. D'après le cartulaire de Saint-Gilles, de 1180 à 1210, les donations furent de l'ordre de 38 pour 145 achats, les Templiers rachetant systématiquement les dominium ou domnium, droits féodaux sur les terres qui leur appartenaient.
Les Templiers avait obtenu des seigneurs de Posquières des droits dans la  Sylve Godesque qui s'ajoutaient à ceux de la forêt de Clamadour, dite d'Albaron, autour de l'étang d'Amalbert, au sud-est d'Aigues-Mortes. La commanderie templière de Saint-Gilles possédait aussi des terres autour de l'étang de Mauguio. Dans le dernier tiers du XIIe siècle, le Temple prit possession de l'île de l'Estel, qui fermait le marais de Peccais, où les frères avaient érigé la chapelle Sancta Maria de Astellis. C'est au nord de l'Estel, en bordure du Grau de la Chèvre, qu'était situé Nega Romieu, où se trouvaient des entrepôts maritimes loués à des marchands. La confirmation de tous ces biens fut donnée en août 1258 par le sénéchal de Carcassonne et de Beaucaire, et recopiée dans le Chartier du Temple de Saint-Gilles.
En 1240, Louis IX, qui veut un port français pour le transport des troupes partant aux croisades, s'intéresse à Aigues-Mortes qui peut lui donner un accès direct à la mer Méditerranée. Il obtint des moines de l'abbaye de Psalmody, auxquels appartient la ville, sa rétrocession. Les habitants sont exemptés de la gabelle, impôt prélevé sur le sel qu'ils peuvent prendre sans contrainte. Il construit une route entre les marais et y bâtit la tour Carbonnière pour protéger l'accès à la ville qu'il entreprend de fortifier. Puis il fit construire, sur l'emplacement de la tour Matafère, la tour de Constance pour abriter sa garnison. En 1272, son fils, Philippe le Hardi, ordonna la poursuite de la construction de remparts pour ceinturer complètement la cité.
Louis IX désirant agrandir le territoire royal à Aigues-Mortes, en octobre 1269, envoya Arnoul de Courféraud pour recevoir, en son nom, la forêt des Ports des mains de Roncelin de Fos, maître du Temple en Provence, et avec l'aval du commandeur de Saint-Gilles. En contrepartie, un accord avec le châtelain du roi à La Motte révèle qu'en 1271 les Templiers disposaient, par concession royale, de terrains sur le rivage d'Aigues-Mortes. À la fin du XIIIe siècle, ils possédaient dans cette cité au moins une « stare »  (maison) qu'ils louaient à un bourgeois de Vintimille. C'est à cette période que les vins du Languedoc commencèrent à être exportés tant par le port de Saint-Gilles que par celui d'Aigues-Mortes.
Au début du XIVe siècle, quand Philippe le Bel décida la destruction de l'Ordre, tous les Templiers furent arrêtés, le même jour, 13 octobre 1307. Sur les 66 arrêtés dans la sénéchaussée de Beaucaire, 45 furent incarcérés à Aigues-Mortes dans la tour de Constance. Entre le 8 et le 11 novembre 1307, ils furent mis à la question et reconnus coupables. L'Ordre fut aboli au concile de Vienne, en présence de Clément V et de Philippe le Bel, qui se vit frustré des richesses du Temple, le pape les ayant attribuées aux Hospitaliers,.
En 1357, Arnaud de Cervole, dit l'Archiprêtre, se dirigea vers Avignon, via la Camargue avec ses bandes anglo-gasconnes. Les reliques que contenaient l'église des Saintes furent mises à l'abri à la Sainte-Baume et Notre-Dame-de-la-Mer vit ses fortifications renforcées.
|  |  |

Au XIVe siècle, les vins de Saint-Gilles et de la Costière sont parmi les plus prisés de la Cour pontificale d’Avignon. Jean XXII fait venir son « vin nouveau » de Saint-Gilles et Beaucaire. Quand, en 1367, Urbain V quitte Avignon pour Rome il se fait envoyer par le port d’Arles une cargaison de vin de la Costière et de Beaune. De retour en Avignon, Grégoire XI fit lui aussi approvisionner ses celliers par les vins de Saint-Gilles et la Costière.
Si durant tout le Moyen Âge les vins provenant de ce terroir furent considérés à l'égal de ceux de Beaune, c'est qu'ils étaient produits avec un cépage exceptionnel le mourvèdre appelé alors « plant de Saint-Gilles ». Le cépage vaccarèse ou brun argenté, qui est l'un des treize cépages de châteauneuf-du-pape est aussi connu sous les noms de Camarèse (à Chusclan), Camares du Gard, Madeleine, Vaccareso et Vakarez bekannt. Il est probablement originaire de la Camargue et des rives de l'étang de Vaccarès.
On sait aussi, grâce aux archives de Francesco di Marco Datini, conservées à Prato, que Juan Fernandez de Heredia, grand maître des Hospitaliers et ancien prieur de Saint-Gilles, en juin 1393, fit livrer à la Cour pontificale d’Avignon quatre-vingt-quinze tonneaux de vin grec (doux) en provenance de l’île de Rhodes par le port d'Aigues-Mortes.
Francesco di Marco Datini, le plus grand négociant du XIVe siècle, finança le retour de Grégoire XI à Rome avec, en contrepartie, le droit d'exploiter à ferme les salines de Peccais (Salinæ de Peccaysio). Le 18 novembre 1376, il passa avec Nastagio di ser Tommaso un contrat d’association. Ce sel fut entreposé et vendu à Beaucaire, Orange et Pont-Saint-Esprit. Ce négoce assit définitivement la puissance économique et la fortune du marchand avignonnais. Associé, depuis 1367, avec des drapiers installés dans la ville du Saint-Esprit, son consortium ouvrit six boutiques pour revendre le sel qui remontait le Rhône.
La culture de la vigne en Petite Camargue est attestée par des lettres de 1406 et de 1431. Paraphées par les rois Charles VI et Charles VII, elles règlementaient la vente des vins produits sur le territoire d’Aigues-Mortes.
En 1421, les Bourguignons, avec la complicité du gouverneur de la ville un dénommé Malepue, s'emparèrent d'Aigues-Mortes. Mais ils furent surpris par l'armée royale et massacrés. Pour éviter toute épidémie, leurs corps furent entassés dans le tour de l'angle Sud-Est et salés. Elle prit dès lors le nom de tour des Bourguignons. 

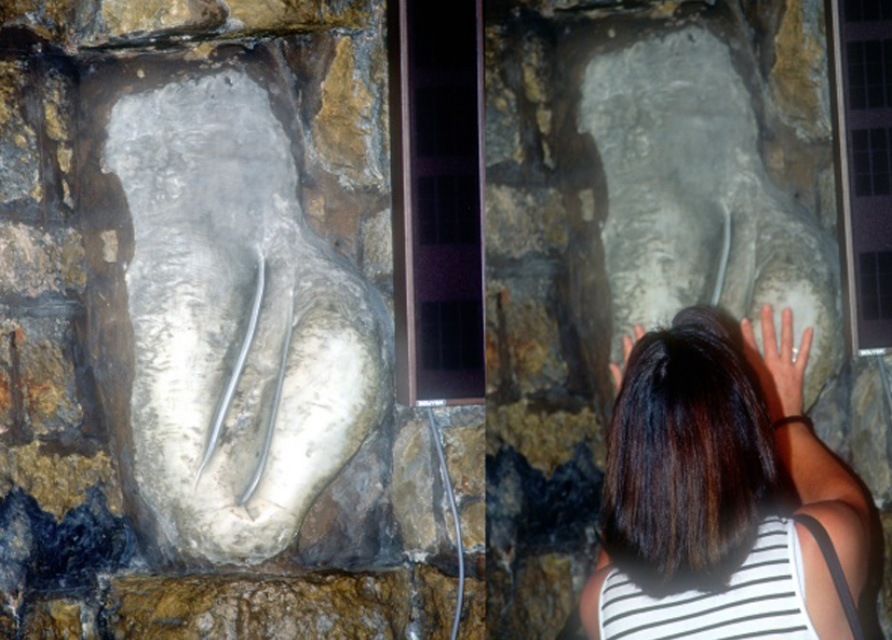
Cippes consacrés aux Junons, dits oreillers des Saintes

En 1448, ce fut l'invention des reliques sous le règne du roi René. L'archevêque d'Arles, Louis Aleman n'assista pas à cette invention, car il était excommunié depuis 1440 à la suite du concile de Bâle ; en son absence, l'autorité papale était représentée par son légat, Pierre de Foix, l'archevêque d'Aix Robert Damiani et l'évêque de Marseille Nicolas de Brancas.
En fin de fouilles, trois cippes furent exhumés et furent considérés comme les oreillers des Saintes. Toujours visibles dans la crypte de l'église, les deux premiers sont consacrés aux Junons et le troisième est un autel taurobolique ayant servi au culte de Mithra. Jean-Paul Clébert suggère que le culte des trois Maries (les Tremaie) s'était substitué à un antique culte rendu aux trois Matres, divinités celtiques de la fécondité, et qui avait été romanisées sous le vocable des Junons.
La découverte des reliques attribuées aux saintes Maries Jacobé et Salomé s'accompagna de la décision de les ostenter trois fois l'an, le 25 mai, pour la fête de Marie-Jacobé, le 22 octobre pour celle de Marie-Salomé et le 3 décembre. Une procession à la mer, avec la barque et les deux saintes, eut désormais lieu en mai et en octobre. Au cours de celle du 24 mai était associée Sara la noire.

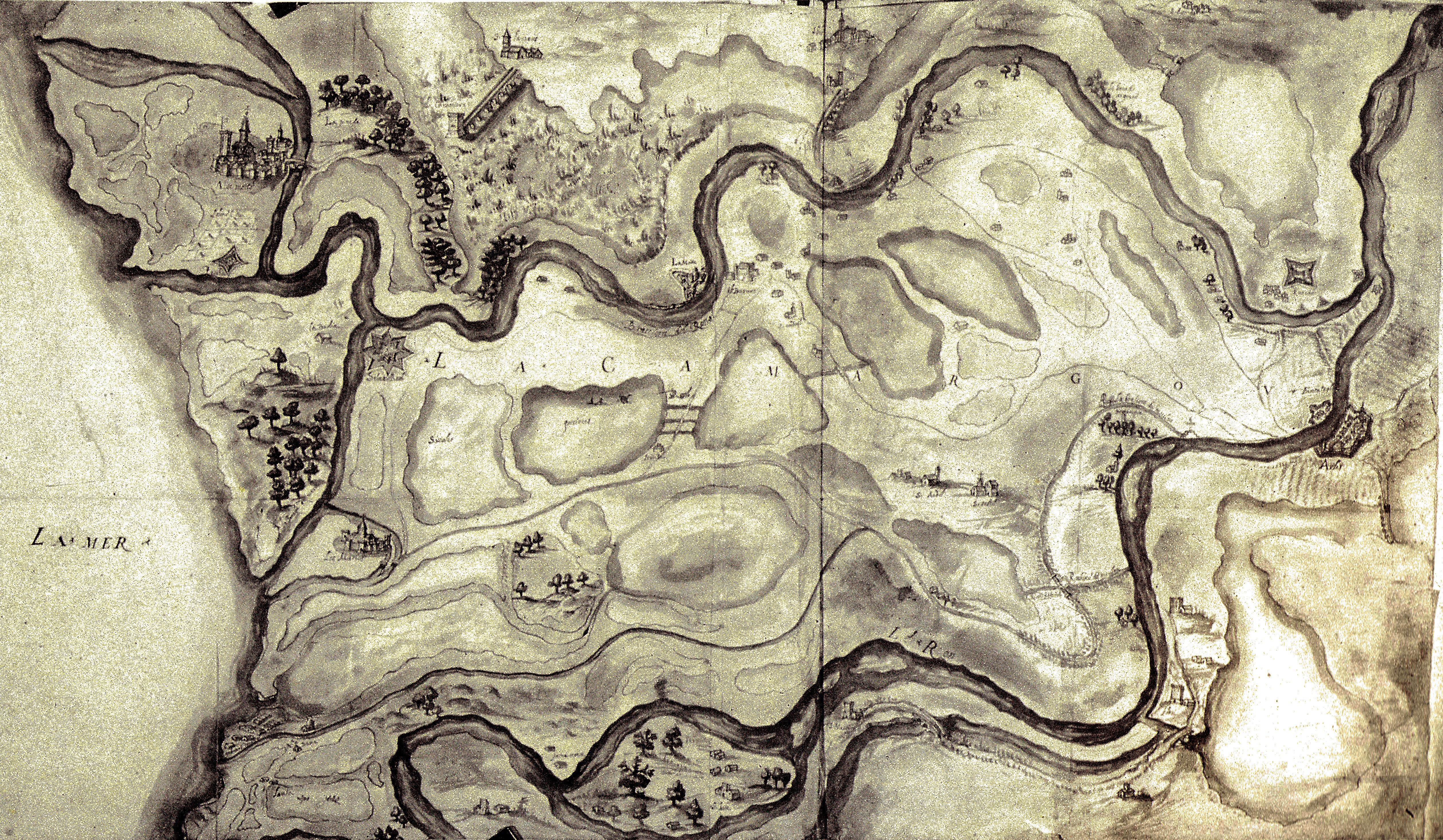
Plan de la Camargue sous la Ligue

Entre 1590 et 1593, au début de la Ligue, Arles fait  pourchasser les réformés, surveille les modérés et n'hésite pas à contracter des alliances avec les ennemis de la France. Les tentatives de conciliation sont sévèrement châtiées et le jeune d'Eyguières est décapité sous l'inculpation d'avoir voulu livrer la ville au duc de Montmorency alors gouverneur du Languedoc au nom d'Henry de Navarre. En effet, entre le 9 septembre et le 11 novembre 1591 Arles est assiégée en vain du côté du Trébon et de Trinquetaille par les troupes du maréchal de Montmorency et du gouverneur de Provence, de La Valette. En se retirant cette armée de 2 000 cavaliers et 8 000 fantassins emmène tout le bétail et les blés des mas de Camargue. La tour d'Albaron fut alors détruite.

## Période moderne

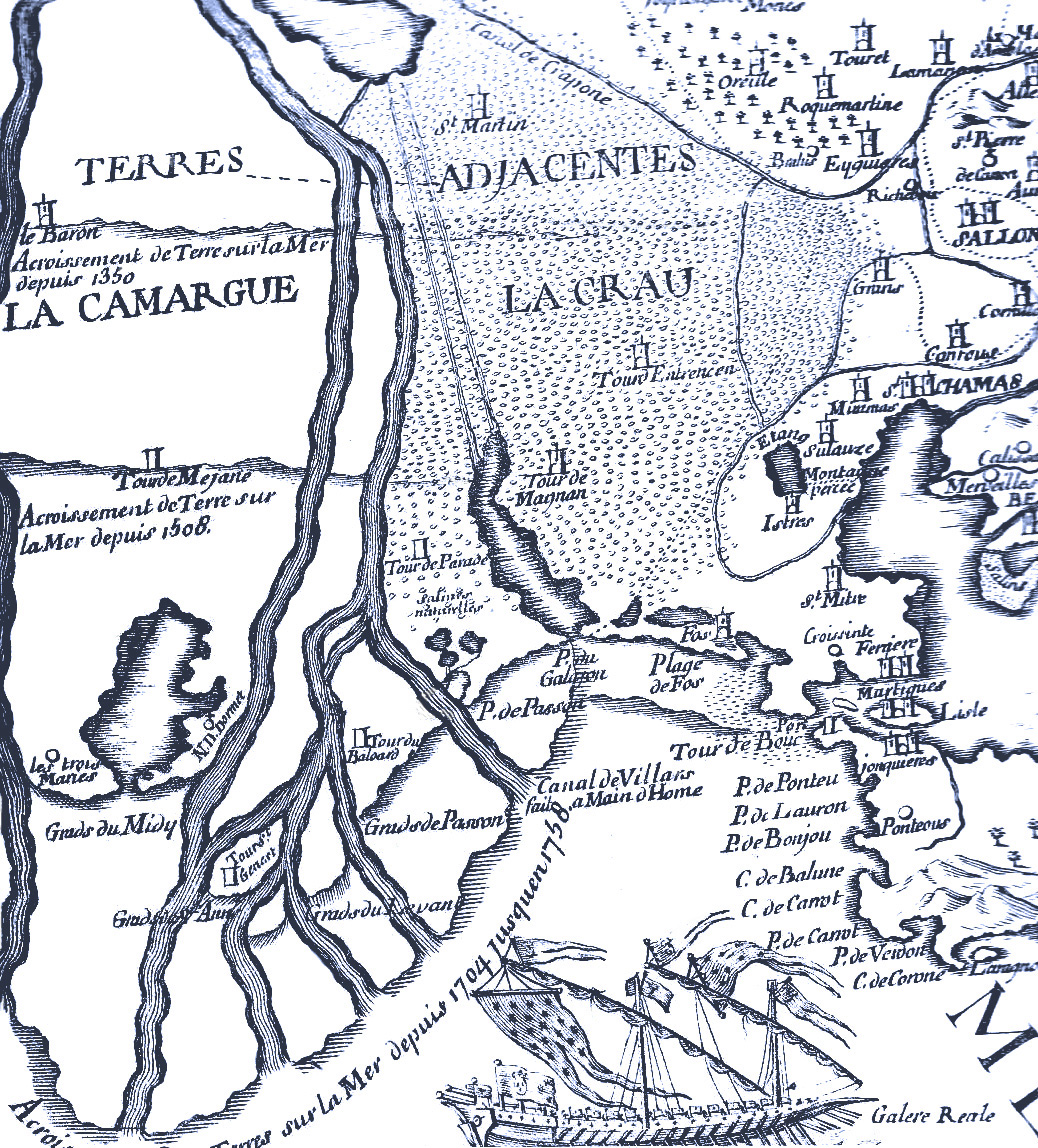
Carte des tours-sémaphores et des avancées de la Camargue depuis le XIVe siècle

Si de l'Antiquité à la période moderne, les aménagements se firent essentiellement à l'embouchure du Rhône, c'est seulement au cours du XVIIIe siècle que les variations de l'embouchure ont été cartographiées. En commentaire de la carte géographique, historique, chronologique de Provence, dessinée par Esprit Devoux, géomètre d'Aix, et gravée par Honoré Coussin, en 1757, les auteurs ont noté : « Les tours construites par les Arlésiens pour surveiller les rivages servent de témoin à la progression du delta du Rhône. Le Baron signale l'accroissement du rivage depuis 1350, la tour de Méjannes, depuis 1508. Une autre ligne d'ancien rivage passe par les tours de Saint-Genest et celle de Baloard ».
Dans cette série de tours-sémaphores se distinguent la tour Saint-Louis, bâtie en 1737, en bordure du Grand Rhône, près de l'écluse du canal, celle de Saint-Genest édifiée en 1656 et celle de Tampa, construite en 1614. Sur le rive droite, se trouvaient les tours de Mondovi, de Vassale et du Grau, sur la gauche, celles de Mauleget, de Saint-Arcier, de Parade et de Belvare.

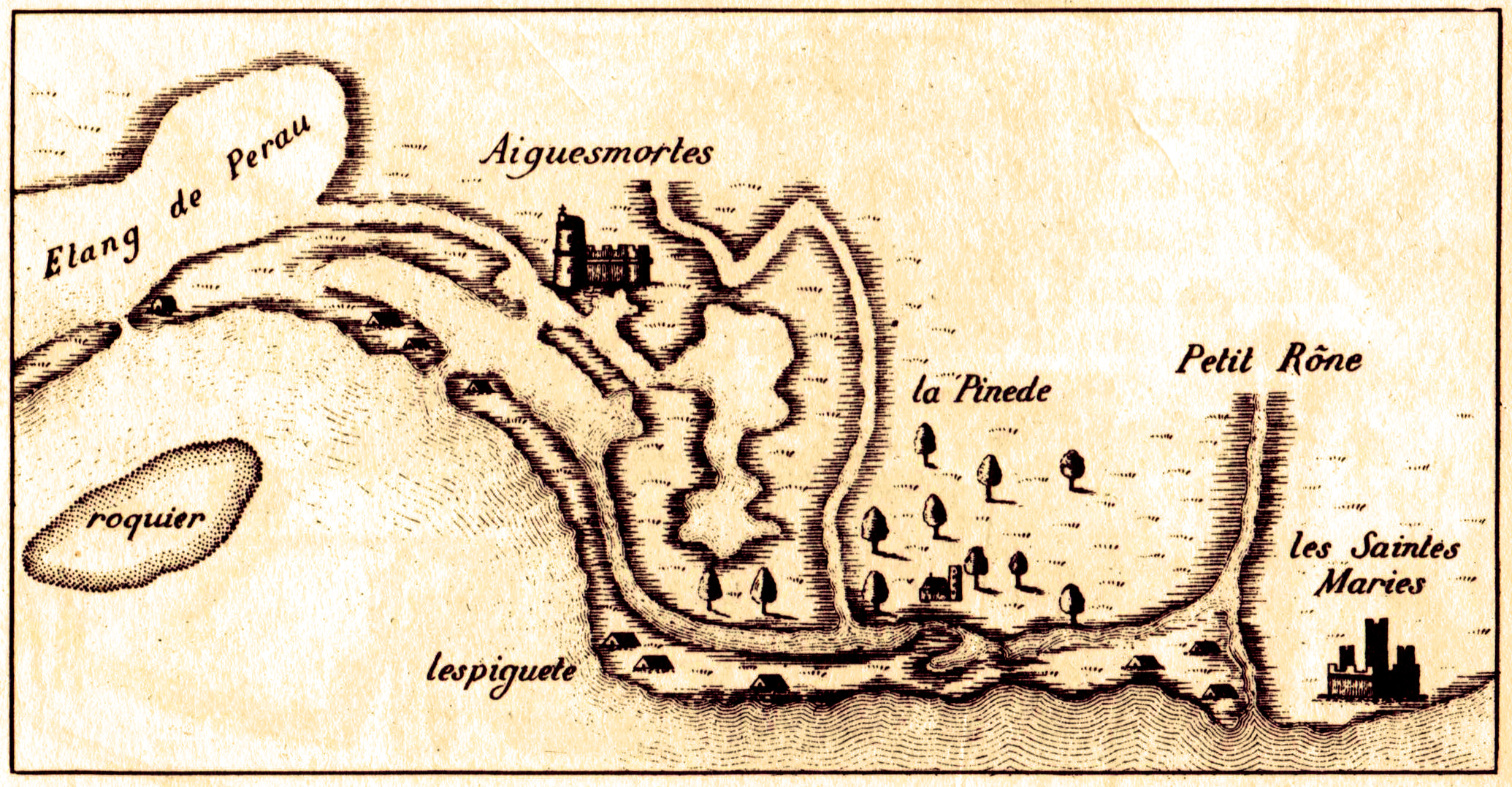
Les Saintes et Aigues-Mortes, au début du XIX

Au début du XVe siècle, d'importants travaux avaient été entrepris pour faciliter l'accès d'Aigues-Mortes à la mer. L'ancien Grau-Louis, creusé pour les croisades, fut remplacé par le Grau-de-la-Croisette et un port fut creusé à l'aplomb de la Tour de Constance. Celui-ci perdit son importance, dès 1481, lorsque la Provence et Marseille furent rattachés au royaume de France. Seule l'exploitation du sel du marais de Peccais incita François Ier, en 1532, à faire relier les salins d'Aigues-Mortes à la mer. Mais ce chenal, dit Grau-Henri, s'ensabla à son tour. L'ouverture, en 1752, du Grau-du-Roi résolut pour un temps le problème. Celui-ci trouva enfin une solution, en 1806, en transformant Aigues-Mortes en port fluvial grâce au Canal du Rhône à Sète. 

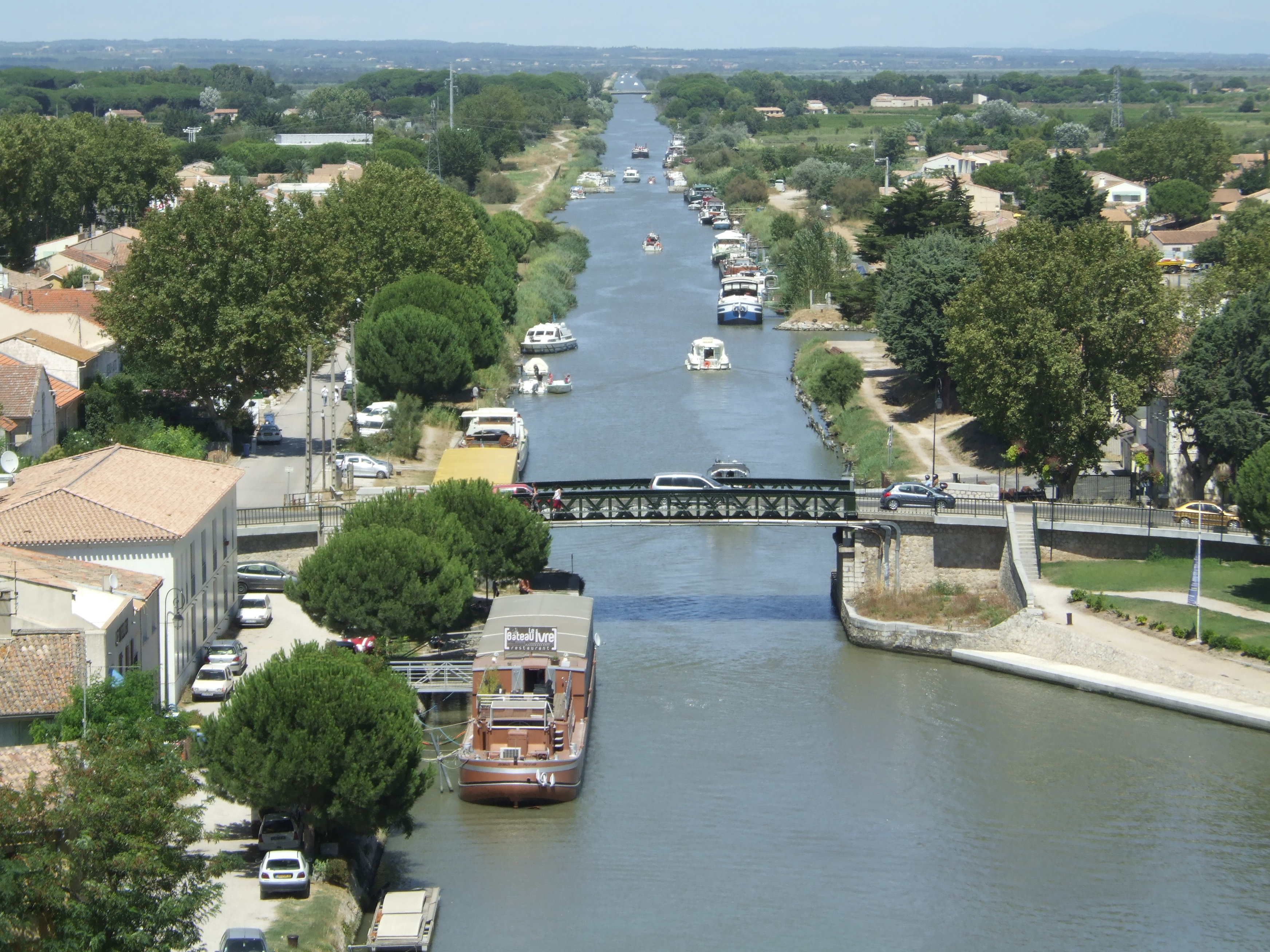
Le canal du Rhône à Sète traversant Aigues-Mortes
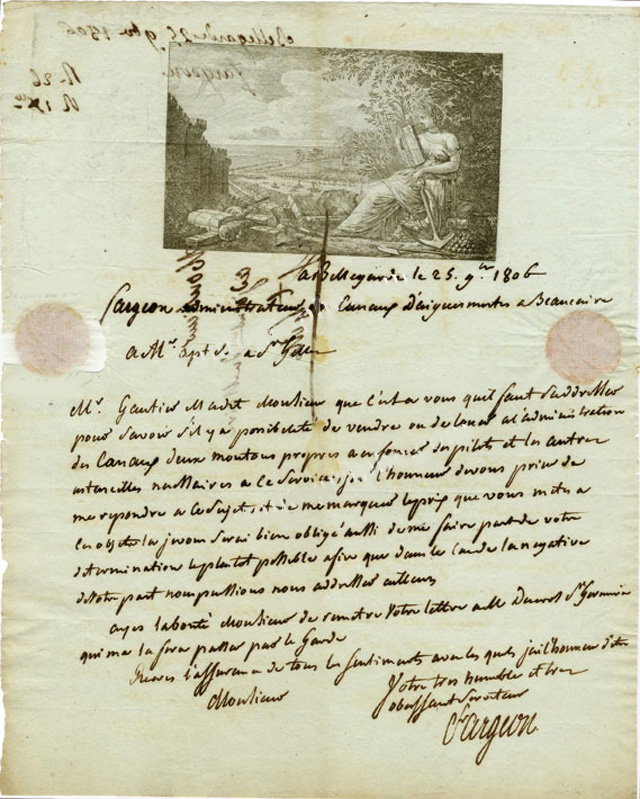
Lettre de M. Fargeon, administrateur des Canaux d’Aigues-Mortes, 25 novembre 1806
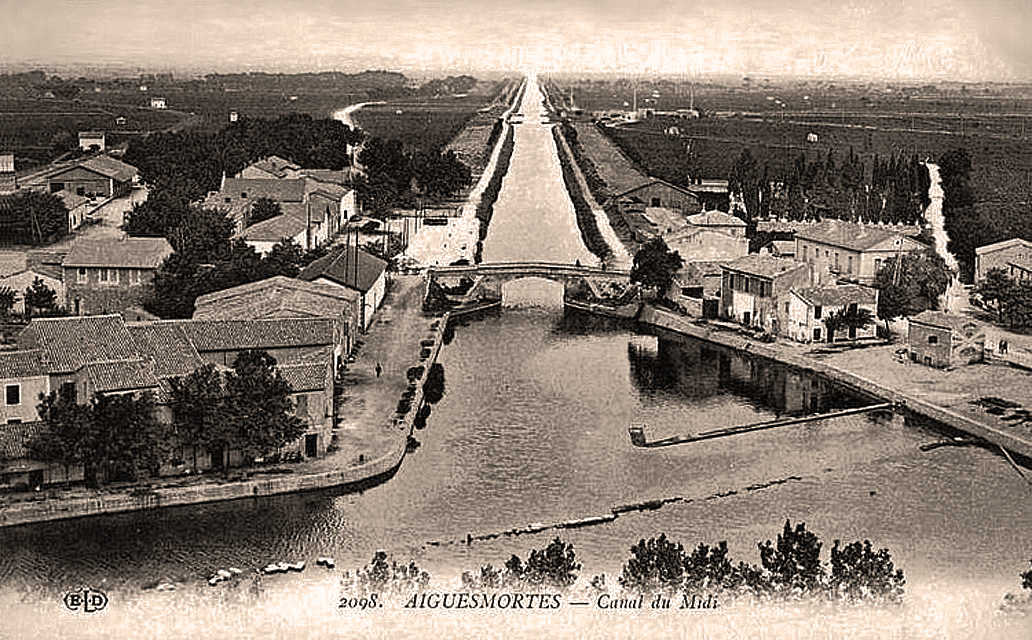
Le canal du Rhône à Sète  en 1915

La peste de 1720, qui tue la moitié de la population marseillaise et le tiers de celle d'Arles, a épargné, contrairement à celle de 1348, la communauté des Saintes qui s'oppose avec véhémence à l'accueil de réfugiés arlésiens. À la Révolution, le culte est suspendu entre 1794 et 1797. Les créneaux de l'église sont démolis et leurs pierres vendues ; ils seront rénovés en 1873. En 1838, le village prend le nom des « Saintes-Maries-de-la-Mer » et, peu après, le pèlerinage des Gitans est mentionné pour la première fois : au mois de mai, ils viennent de toute l'Europe honorer ici leur sainte patronne, Sara, la vierge noire.
Au cours des années 1880, la Compagnie des Salins du Midi plante des vignes sur les lidos sableux qu'elle possède entre Aigues-Mortes et les Saintes-Maries-de-la-Mer. Ce vignoble franc de pied est protégé par le sable du phylloxéra qui ravage tous les autres vignobles.
Au début du mois de juin 1888, Vincent van Gogh, qui vient d'arriver en Provence, fait un court séjour de cinq jours aux Saintes. Il y dessine et peint notamment les barques sur la plage, le village vu des dunes côtières et quelques cabanes couvertes de sagne.

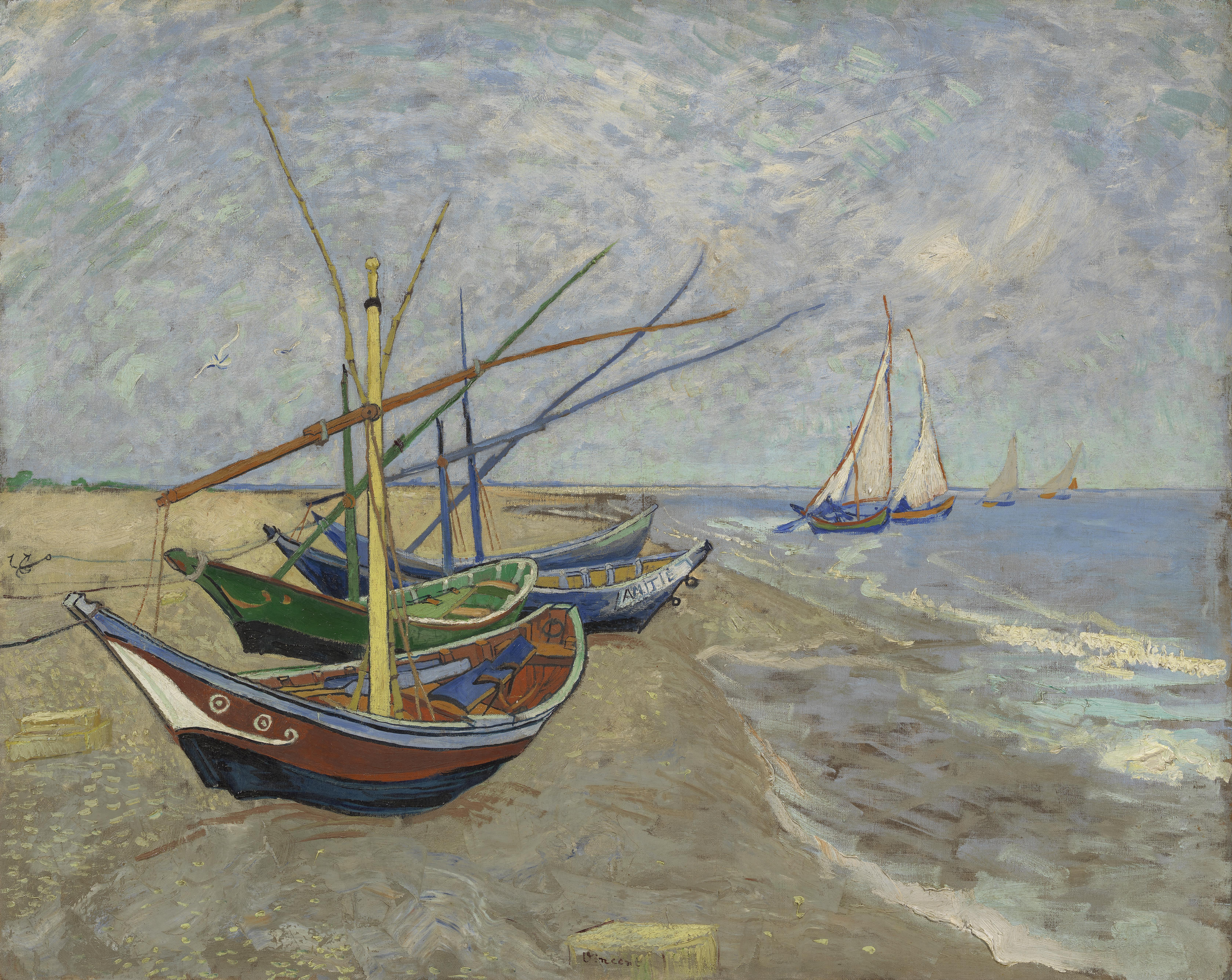
Bateaux de pêche sur la plage des Saintes-Maries, 1888, Amsterdam
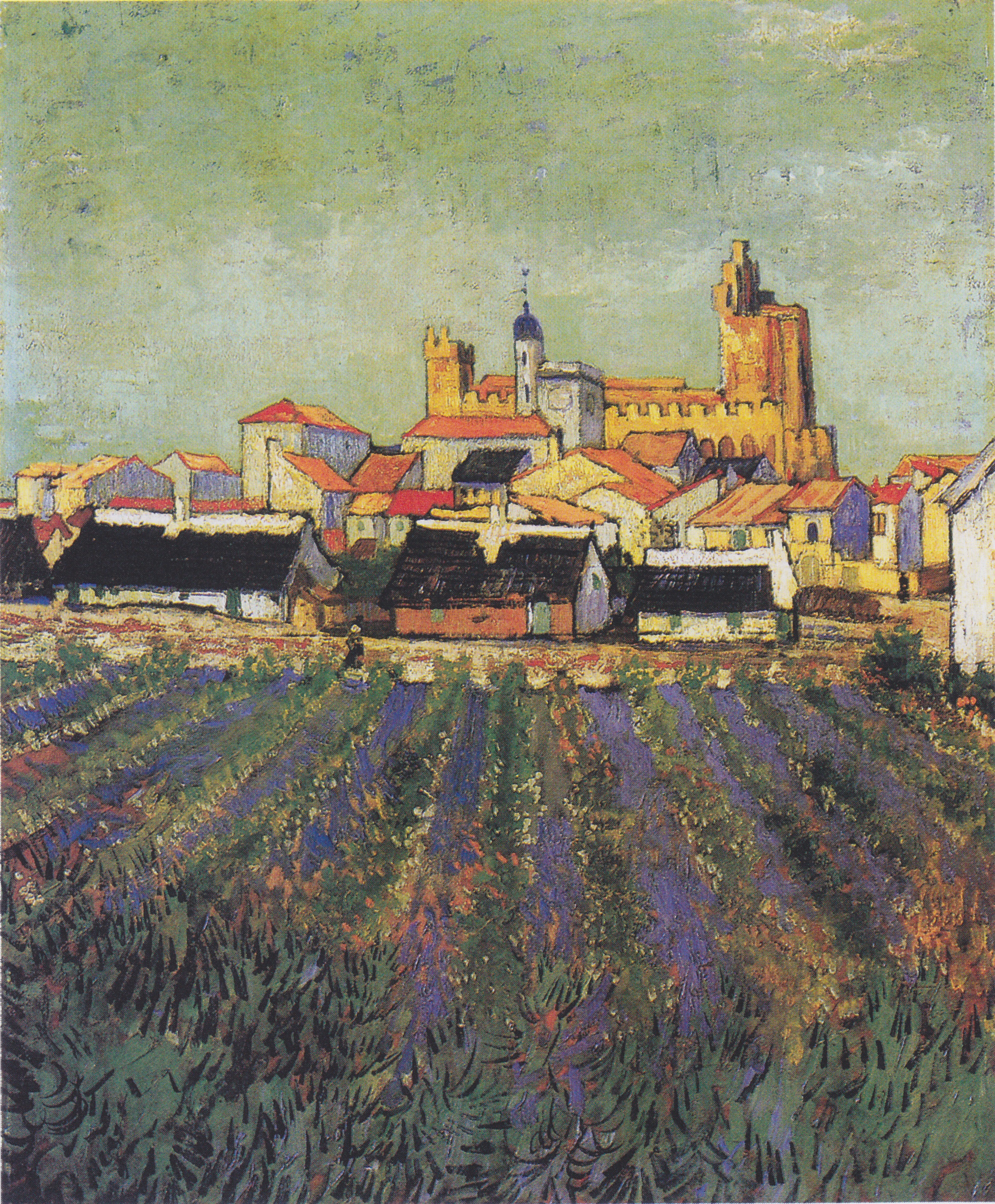
Vue du village des Saintes, 1888, Otterlo
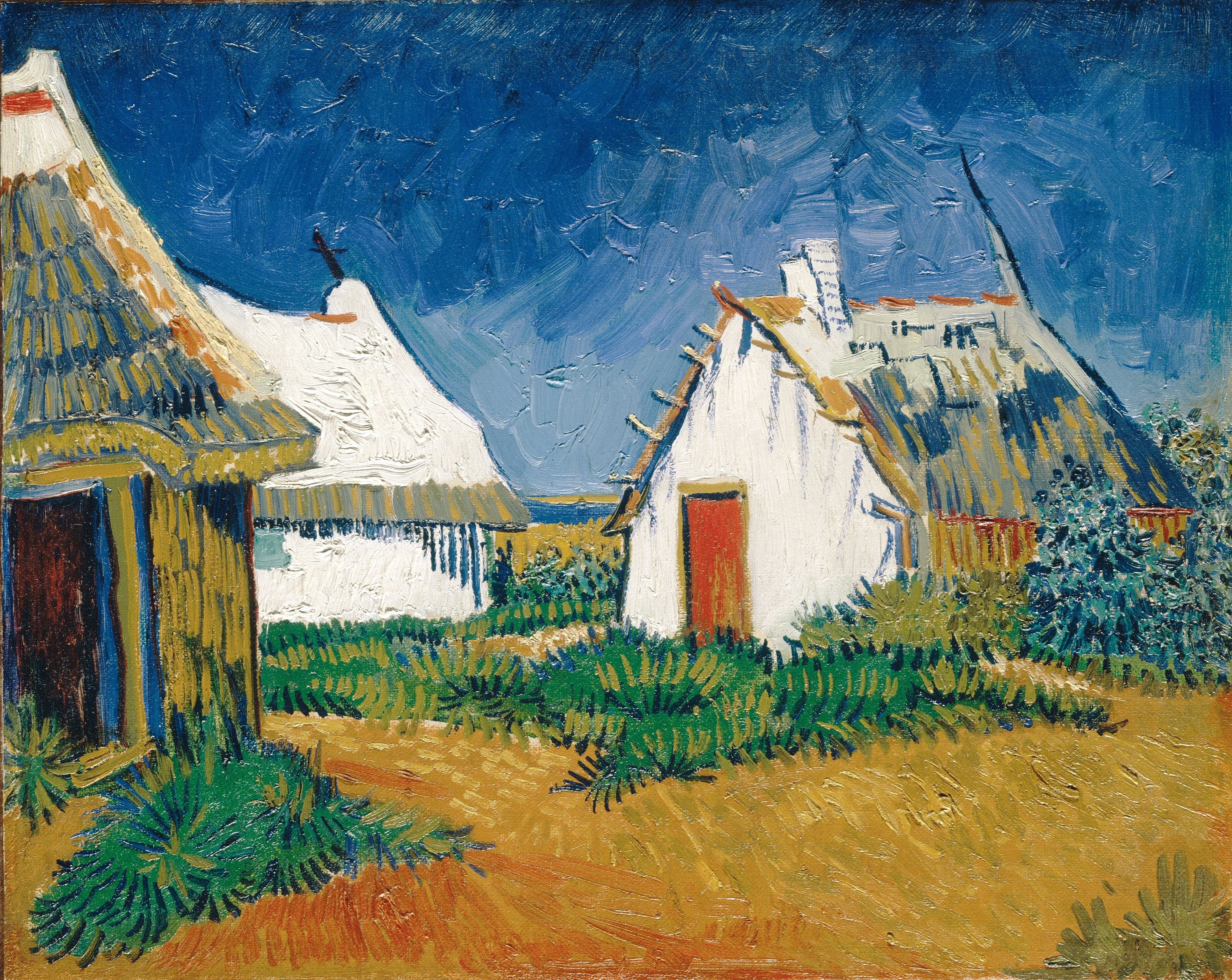
Trois cabanes de gardians, 1888, Zurich

Peu de temps après au mois d'août 1892, est inaugurée la ligne Arles - les Saintes, de la compagnie des Chemins de fer de Camargue , appelée le « petit train ». La ligne, devenue non rentable à la suite du développement de l'automobile, ferme en octobre 1953.

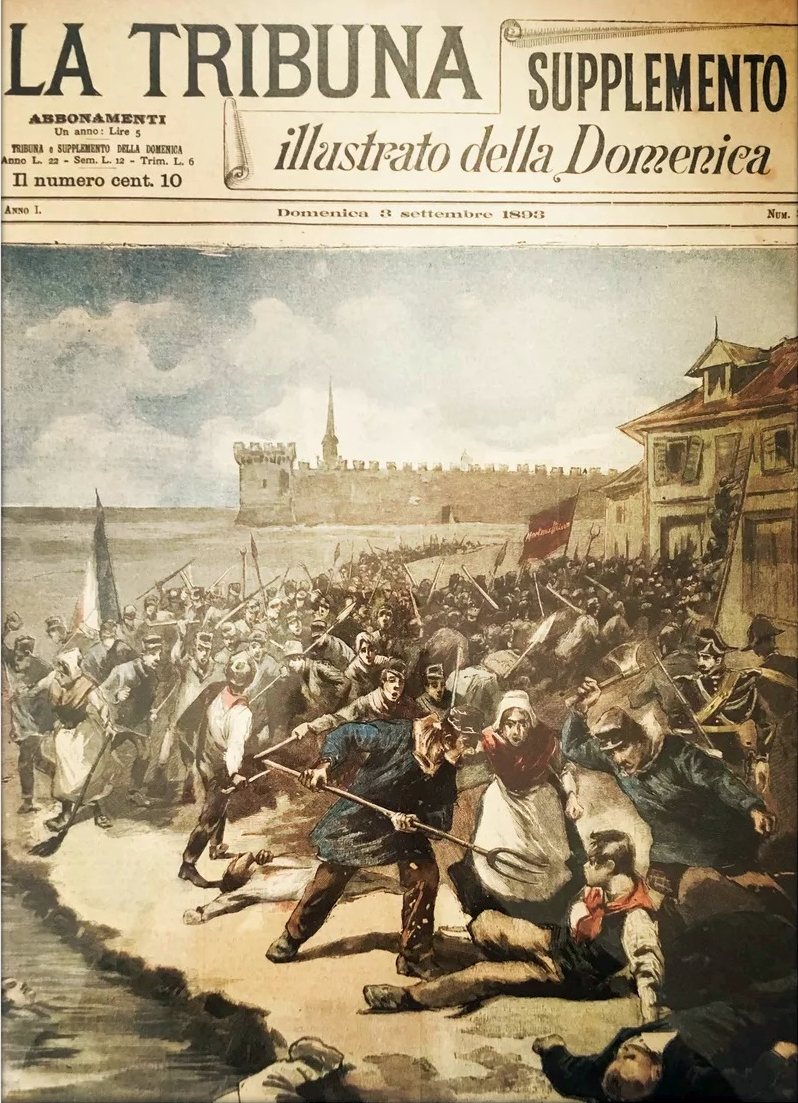
Massacre des saliniers italiens d'Aigues-Mortes

La Compagnie des Salins du Midi lance à l'été 1893 le recrutement des ouvriers pour le battage et le levage du sel. L'embauche est en réduction en raison de la crise économique que connaît l'Europe alors que la perspective de trouver un emploi saisonnier a attiré, cette année-là, un plus grand nombre d'ouvriers.
Ceux-ci se partagent en trois catégories surnommées les « Ardéchois », paysans, pas forcément originaires d'Ardèche, qui laissent leur terre le temps de la saison, les « Piémontais », composés d'Italiens originaires de tout le nord de l'Italie et recrutés sur place par des chefs d'équipe, les chefs de colle, et les « trimards », composés en partie de vagabonds.
En raison du recrutement opéré par la Compagnie des Salins du Midi, les chefs de colle sont contraints de composer des équipes comprenant des Français et des Italiens. Dès le début de la matinée du 16 août, une rixe éclate entre les deux communautés qui se transforme rapidement en lutte d'honneur.
Malgré l'intervention du juge de paix et des gendarmes, la situation va rapidement dégénérer. Certains trimards rejoignent Aigues-Mortes et y affirment que des Italiens ont tué des Aiguemortais, ce qui fait grossir leurs rangs de la population et des personnes qui n'ont pas réussi à se faire embaucher.
Un groupe d'Italiens est alors attaqué et doit se réfugier dans une boulangerie que les émeutiers veulent incendier. Le préfet fait appel à la troupe vers 4 heures du matin, elle n'arrivera sur les lieux qu'à 18 heures, après le drame.
Dès le début de la matinée, la situation s'envenime, les émeutiers se rendent dans les salins de Peccais où se trouvent le plus grand nombre d'Italiens que le capitaine des gendarmes Cabley essaie de protéger en promettant aux émeutiers de chasser les Italiens une fois raccompagnés à la gare d'Aigues-Mortes. C'est durant le trajet que les Italiens assaillis par les émeutiers sont massacrés par une foule que les gendarmes ne réussissent pas à contenir. Il y a sept morts et une cinquantaine de blessés dont certains conserveront des séquelles à vie,, ce qui constitue le plus grand massacre d'immigrés de l'histoire contemporaine de la France mais aussi l'un des plus grands scandales de son histoire judiciaire puisque aucune condamnation ne sera jamais prononcée.
L'affaire devient un enjeu diplomatique et la presse étrangère dont celle italienne prend fait et cause pour les Italiens. Des émeutes anti-françaises éclatent en Italie. Un règlement diplomatique est trouvé et les parties sont indemnisés alors que le maire nationaliste Marius Terras doit démissionner.

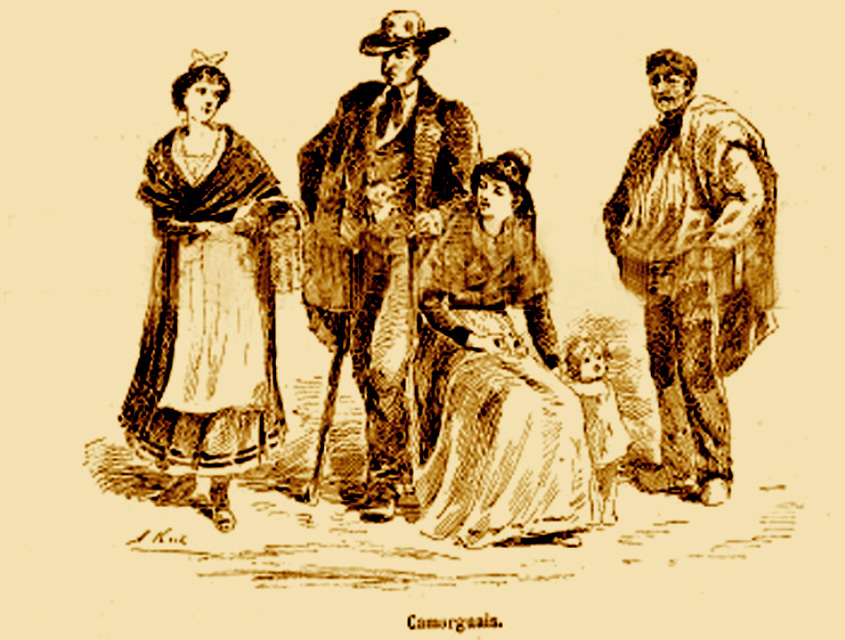
Costumes camargais au XIXe siècle

En 1899, le Marquis de Baroncelli s'installe aux Saintes sur la petite route du Sauvage, au mas de l'Amarée ; il s’attelle avec d’autres à la reconquête de la pure race Camargue, tout comme il participe activement à la codification de la course camarguaise naissante. En juillet 1909, il crée la Nacioun gardiano (Nation gardiane), qui a pour objectif de défendre et maintenir les traditions camarguaises. Jusque dans les années 1920, il n'y avait aucun costume particulier réservé aux gardians. Ce fut le marquis qui fixa le standard actuel avec la veste de velours et le pantalon en peau de taupe. La tradition veut que pour la veste, il reprit le modèle que portait son ami  Yvan Pranishnikoff lorsqu'il était cadet au collège impérial russe.
Le costume d'Arles porté indifféremment par les femmes de toutes conditions, a traversé la Révolution, tout en continuant à évoluer d'une façon naturelle, c'était celui des Camarguaises, il s'est étendu à l'Est par delà la Crau, jusqu'à la Durance et le golfe de Fos. Toute son évolution est retracée au Museon Arlaten. Il se distingue d'abord par une coiffe spéciale qui nécessite le port de cheveux longs. En fonction des jours de la semaine et des tâches à accomplir, cette coiffure était retenue sur le sommet de la tête par un ruban, une cravate ou un nœud de dentelles.

## Période contemporaine

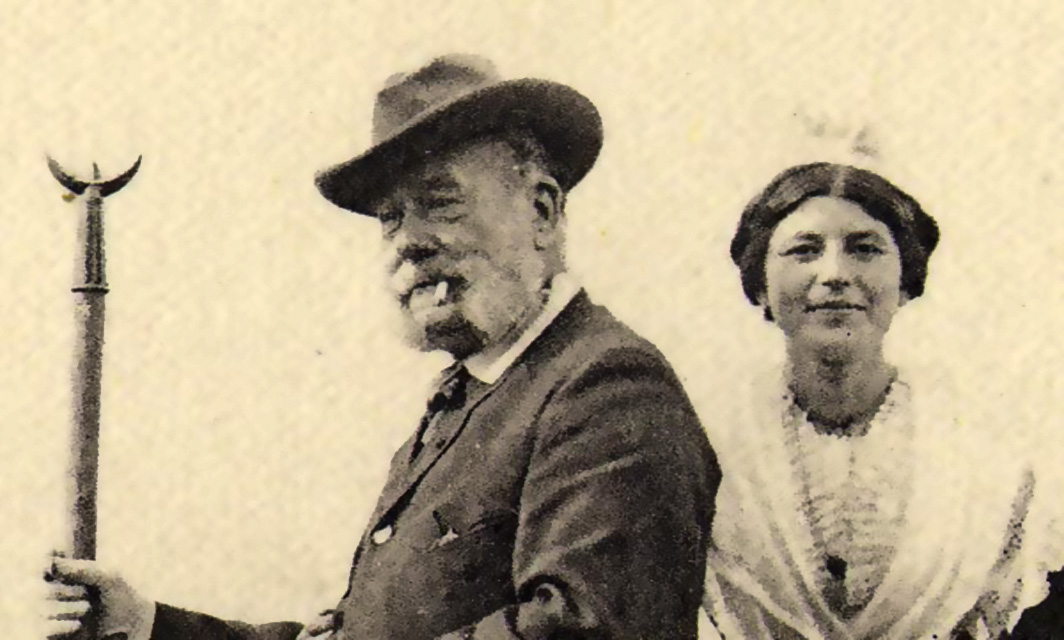
Ivan Petrovitch Pranishnikoff

Dès la fin du XIXe siècle, mais surtout après la Première Guerre mondiale, la Camargue reçoit la visite d'artistes et d'écrivains : Yvan Pranishnikoff en 1899, Hemingway en 1920, et plus tard celles des peintres Picasso et Brayer dans les années 1950. De nombreux films y sont tournés, comme Crin-Blanc en 1952 et D'où viens-tu Johnny ?, en 1963. En 1975, Bob Dylan y passe quelques jours lors du pèlerinage du mois de mai aux Saintes.
Le camp de Saliers, fut un camp de concentration réservé aux nomades créé par le régime de Vichy. Sept cents gitans y furent internés entre 1942 et 1944 dont beaucoup moururent de faim, de maladie, de froid ou de mauvais traitements. 
En 1948, Mgr Roncalli, nonce apostolique en France et futur pape Jean XXIII, célèbre aux Saintes le cinq centième anniversaire de l'invention des reliques.
Au cours des années 1950, le vignoble s'étendait sur une grande partie du delta. Son importance était telle qu'un auteur de l'époque nota : « La Camargue est productrice industrielle de vin, je dis bien industrielle : alors que 61 % des vignes provençales ont moins de 5 hectares, ici c'est l'inverse, la majorité des exploitations ont au moins 20 hectares. Pas de clos, d'immenses perspectives en V, mers de vignes où les tracteurs naviguent ». 
Depuis 1960, la Camargue vit principalement du tourisme dont le développement à compter des années 1980 se veut mieux maîtrisé. Mais le milieu reste fragile, en particulier pour les espèces vivant en zone aquatique. En 1985, il fut ramassé plus de 5 000 flamants roses morts de froid, en février 2012, ce fut le parc ornithologique de Pont-de-Gau qui a accueilli et soigné ces oiseaux emblématiques de la Camargue. Plus de 90 % des surfaces des étangs ont été gelées les empêchant de se nourrir.